# Bergfaktorei
Eine Bergfaktorei war eine Faktorei im Bergbau. Es war ein Magazin für Gruben- und Hüttenmaterialien, das Bergbauprodukte verkaufte, Material für die Gruben ankaufte und beides lagerte. Ihm angeschlossen waren auch Bergmagazine (Getreidespeicher für Bergmannsfamilien).
Bergfaktoren waren kaufmännische Grubenbeamte, zum Beispiel Georg Illing in Clausthal, Peter Engelbrecht in Ilsenburg, Ernst Friedrich Rettberg am Süntel, Ernst Friedrich Wilhelm Lindig im Döhlener Becken und Christian Julius Wackerhagen oder Wilhelm Köhler im Harz.